# Bloch: Der Fremde
Der Fremde ist ein deutscher Fernsehfilm von Elmar Fischer aus dem Jahr 2012 und die einundzwanzigste Episode innerhalb der Fernsehreihe Bloch. Bloch (Dieter Pfaff) bekommt es in seinem 21. Fall mit Lorenz Haller (Vadim Glowna) zu tun, dessen Wesen sich nach einem Schlaganfall zur großen Besorgnis seiner Tochter Jenni (Lisa Maria Potthoff) grundlegend verändert hat. Weitere tragende Rollen sind mit Ulrike Krumbiegel und Jonathan Dümcke besetzt.
Das Drehbuch von Jörg Tensing beruht auf einer Konzeption von Peter Märthesheimer und Pea Fröhlich.

## Handlung
Jenni Haller wendet sich an den Psychotherapeuten Dr. Maximilian Bloch, mit dem sie über ihren Vater Lorenz sprechen will. Jenni erzählt ihm, dass ihr Vater vor über einem Jahr einen Schlaganfall hatte und sich seitdem völlig verändert habe. Er sei einfach nicht mehr derselbe. Er habe das Familienunternehmen, die Haller-Werke für Antriebstechnik, seit nunmehr 35 Jahren eher konservativ geführt, handele jedoch nun so, dass sie sich ernsthaft Sorgen mache. Auf Nachfrage Blochs, ob sie mehr Angst um die Firma oder ihren Vater habe, erwidert sie mit Nachdruck, um ihren Vater. Sie erzählt ihm von den Eskapaden Hallers und dass er ihre Mutter für eine Jüngere verlassen habe. Diese sei der Meinung, dass er, Bloch, der einzige sei, der ihrem Vater helfen könne. Bloch und Haller kannten sich in ihrer Jugend gut, sie spielten zusammen in einer Band.
Da Bloch von Haller wenig freundlich empfangen wird, wendet er sich ab und meint, er habe schon vorher gewusst, dass es ein Fehler sei, überhaupt zu kommen. Auch ein Gespräch mit Meggie Haller, die Bloch ebenfalls von früher kennt, führt in der Sache nicht weiter. Jenny Haller versucht indes eine Lösung zu finden, woraufhin ihr Vater ihr an den Kopf wirft, sie sei entlassen. Als Haller vom Gericht eine Vorladung bekommt, die einen Entmündigungsantrag enthält, wendet nun er sich seinerseits an seinen ehemaligen Freund Bloch. Bei seinem Schlaganfall war der Thalamus besonders betroffen. Man nenne diese Gehirnregion auch das „Tor zu Bewusstsein“, erklärt ihm Bloch, das sei eine Schaltstelle zwischen verschiedenen Arealen und wenn da etwas kaputt sei, dann komme man zum Beispiel sehr schwer an seine Erinnerungen heran. Man müsse eine neue Straße bauen, die zu der verschütteten Erinnerungen führe.
Jenni erzählt Bloch, dass sie ihren Vater wieder so zurückhaben möchte, wie er vor dem Schlaganfall gewesen sei und dass er sich nicht von seiner neuen Freundin Saskia, die ebenfalls in den Haller-Werken arbeitet, ausnutzen lasse solle. Diese habe ihn dazu gebracht in die Entwicklung von regenerativer Energiegewinnung einzusteigen, man konzipiere jetzt ein neues Pumpspeicherwerk. Vor zwei Jahren, als sie ihm diesen Vorschlag gemacht habe, habe er so etwas noch radikal abgelehnt. Bloch kann Jenni davon überzeugen, dass er nur mit ihrer Hilfe an die Erinnerungen ihres Vaters herankomme und sie deshalb an den Therapiesitzungen teilnehmen müsse.
Während der Sitzungen stellt sich heraus, dass Erinnerungen an vergangene Ereignisse von beiden ganz unterschiedlich wahrgenommen und gespeichert worden sind. Bloch meint zu Jenni, sie habe sich immer einen anderen, einen richtigen Vater gewünscht, und das tue sie immer noch. Lorenz gibt zu, dass er im Zusammenleben mit seiner Tochter ein richtiges Arschloch gewesen sei und das sei er wohl immer noch. Nach einer dieser Therapiestunden trennt Haller sich überraschend von seiner um etliches jüngeren Freundin Saskia. Als er wieder bei Meggie einziehen will, widersetzt sie sich seinem Ansinnen jedoch und erzählt ihm, dass sie jemanden kennengelernt habe, mit dem sie demnächst auf Sardinien zusammenleben werde. So zieht Haller erst einmal in ein Hotel. Kurz darauf entschuldigt er sich auf Rat von Bloch bei Jenny wegen seines Rausschmisses.
Als Vater und Tochter der Meinung sind, die Therapiestunden nicht fortsetzen zu müssen, sucht Bloch das Gespräch mit Lorenz. Die Männer kommen auch auf Amelie zu sprechen, die Frau, wegen der ihre Freundschaft zerbrach. Lorenz hatte sie Bloch seinerzeit ausgespannt, obwohl er schon mit Meggie zusammen war. Da Amelie schwanger von ihm wurde, kam es zu einer Abtreibung. Lorenz erzählt Bloch, dass er sich schon ihm schon damals unterlegen gefühlt habe, da er schon seinerzeit genau gewusst habe, wo seine Reise hingehe.
Als Jenni zufällig erfährt, dass ihr Vater die Familienfirma an einen Großkonzern verkaufen will, ist sie tief betroffen. Darauf angesprochen meint Haller nur, ja das habe er vor, denn dann seien sie beide endlich frei. Jenni erwidert, sie sei gern in dem „piefigen Kaff“, wie er ihren Heimatort nennt, warum ziehe er sich nicht einfach aus dem Geschäft zurück und gebe die Leitung in ihre Hände. Es wird deutlich, dass nicht nur Lorenz unfähig ist, seine Tochter zu verstehen, umgedreht ist es genauso. Nachdem Jenni im Zorn gegangen ist, bricht Haller zusammen und kommt ins Krankenhaus. Bloch konfrontiert Jenni mit der unangenehmen Wahrheit, dass sie Angst habe sich auf jemanden einzulassen. Nur wenn sie mit ihrem Vater ins Reine komme, hätten beide eine Chance, nicht völlig zu zerbrechen.
Als es Lorenz wieder besser geht, vergleicht er sich mit einer Ameise, die auch in ihrem Ameisenstaat festsitze – ein Leben lang. Er sei plötzlich der Kaiser ohne Flügel gewesen, da sein Vater ihn enterbt hätte, wäre er seinen Auflagen in Bezug auf die Firma nicht nachgekommen. Heute aber wisse er, dass er in seinem Leben etwas sehr Wichtiges versäumt habe, nämlich gemeinsame Zeit mit seiner Tochter zu verbringen. Er ist nun soweit und gibt die Geschäftsführung an Jenni ab. Bevor er den Ort verlässt, an dem er nie glücklich werden konnte, sitzt er mit Bloch auf dem Flachdach der Haller-Werke und beiden spielen und singen ein Lied aus ihrer gemeinsamen Vergangenheit.

## Produktion, Veröffentlichung

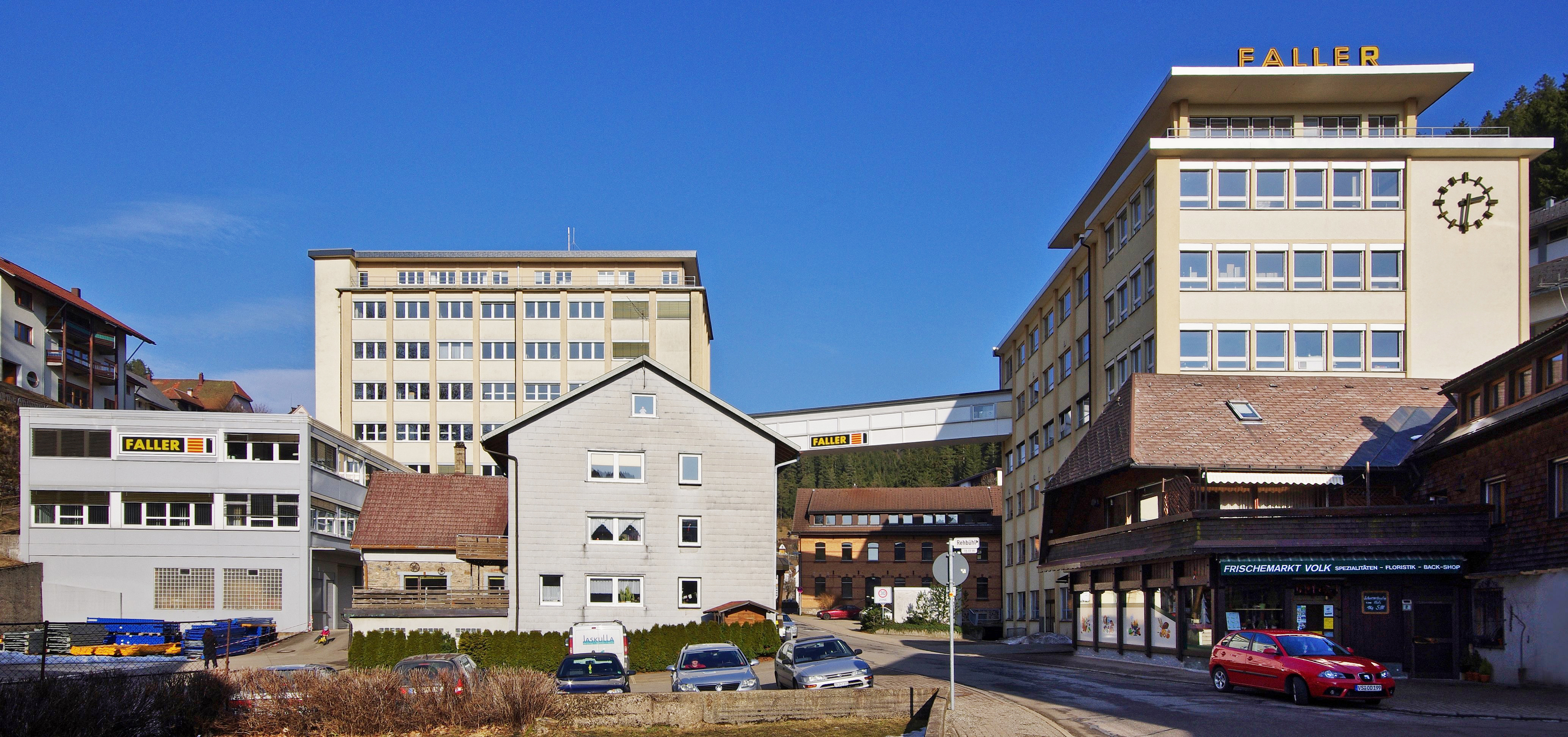
Gebäude der Gebrüder Faller GmbH in Gütenbach dienten als Drehort

Die Filmaufnahmen entstanden im Sommer 2011 überwiegend im Schwarzwald, unter anderem in Baden-Baden. Als Drehorte der fiktiven Haller-Werke dienten Gebäude des Spielzeugherstellers Faller in Gütenbach sowie von Glatfelter Gernsbach. Die Redaktion lag bei Brigitte Dithard für den SWR und Nina Klamroth für den WDR.
Soundtrack: Johnny Cash (Hurt). Den Titelsong You don’t let it Show sangen Pfaff und Glowna gemeinsam. Der Film trägt den Nachsatz: „Im Gedenken an Vadim Glowna“.
Der Fremde lief am 20. Juni 2012 erstmals im deutschen Fernsehen im Rahmen der ARD-Reihe „FilmMittwoch im Ersten“.
Die Fälle 21 bis 24 wurden am 13. Juni 2013 vom Studio Hamburg Enterprises auf DVD herausgegeben.

## Rezeption

### Kritik
TV Spielfilm zeigte mit dem Daumen nach oben und sprach von einem Fall, der von „Ruhe, Weisheit und tiefer Melancholie“ getragen werde und „Glowna in einer seiner letzten Rollen“ zeige, bevor er am 24. Januar 2012 verstorben und Pfaff ihm ein gutes Jahr später gefolgt sei. Fazit: „Alte traurige Männer und ein schwerer Fall“.
Rainer Tittelbach von Tittelbach.tv führte aus, dass der Film einem „Erzählrhythmus“ folge, „der dem Leben abgelauscht ist“ und „ein hohes Anschlusspotenzial für den Zuschauer“ biete und beweise, „dass der Mensch spannender ist als jeder Krimifall & dass die Reihe das sozial(!) relevanteste Langzeitprojekt der letzten Jahre ist“. Weiter hieß es: „Was sich in der Inhaltsangabe ein wenig gezwungen liest, wirkt in den 90 Filmminuten psychologisch wie dramaturgisch höchst überzeugend: wunderbar klar werden die Charaktere und deren Konflikte dargelegt in einem Erzählrhythmus, den das Leben schreibt.“ Der Fremde habe aber „darüber hinaus noch ganz andere Qualitäten“. Dass er eingebettet sei in die späten Songs von Johnny Cash, trage viel bei „zur Atmosphäre dieses überragend gespielten, gut fotografierten, mit beiläufigen Sinnbildern arbeitenden Films“.
Christian Buß bezog Stellung für Spiegel Online und war der Meinung: „Ein großartiger Generationenfilm – und ein würdiger Abschied vom jüngst verstorbenen Vadim Glowna.“
Bkino.de war der Meinung, dass es „zu den großen Stärken der abwechselnd von WDR und SWR betreuten Filmreihe ‚Bloch‘“, gehöre, „dass die Patienten des Psychotherapeuten nie bloß Fälle“ seien. Zwar hätten die Geschichten immer auch „etwas Kriminalistisches, aber im Gegensatz zum üblichen Ermittler [sei] Bloch meist persönlich involviert“. Weiter hieß es: „Je stärker er selbst betroffen ist, um so besser sind in der Regel auch die Filme.“ Jörg Tensing wurde ein „kluge[s] Drehbuch“ bescheinigt, das „die Spannung auf mehrere Ebenen“ verteile. Von selbst verstehe sich, dass „die Rolle des ehedem besten Freundes mit einem Schauspieler besetzt werden musste, der der Wucht Dieter Pfaffs gewachsen“ sei. „Der im Januar verstorbene Vadim Glowna stell[e] hier nochmals nachdrücklich unter Beweis, welch enormer Verlust sein Tod für den deutschen Film darstell[e].“ […] „Wenn sich die beiden Giganten der Schauspielkunst auf höchstem Niveau miteinander messen, [könne] Lisa Maria Potthoff, die ihre Sache ansonsten sehr gut mach[e], nicht in allen Szenen mithalten.“
Auch Moritz Baumstieger von der Süddeutschen stellte auf die Leistung von Vadim Glowna in einer seiner letzten Rollen ab, der als „Opfer eines Schlaganfalls noch einmal sein Inneres mit genial-fleischiger Mimik nach außen [hole]“.

### Einschaltquote
Der Film wurde bei seiner Erstausstrahlung von 4,72 Mio. Zuschauern gesehen, was einem Marktanteil von 16,5 % entspricht.